# Ōkami-san to Shichinin no Nakama-tachi
Ōkami-san to Shichinin no Nakama-tachi (オオカミさんと七人の仲間たち lit. La loba y sus siete camaradas?), también conocida simplemente como Ōkami-san (オオカミさん?), es una serie de novelas ligeras escritas por Masashi Okita e ilustradas por Unaji. Se inició a publicar en agosto de 2006, bajo la imprenta de Dengeki Bunko, de la editorial ASCII Media Works. En 2010, tuvo una adaptación al manga llevada a cabo por Kurumi Suzushiro, y fue serializada en la revista manga shōnen Dengeki Daioh, de la misma editorial. También se adaptó a serie anime en el mismo año, realizado por el estudio J.C.Staff. La serie se caracteriza por contener numerosas parodias a los cuentos de hadas.

## Argumento
La historia sigue las aventuras de Ryoko Ōkami, llamada por sus amigos como Ōkami-san, una estudiante del Colegio Otogi, de apariencia rebelde y mal humorada. Ella pertenece al club del «Banco Otogi», club que ejerce toda clase de favores a los estudiantes que necesitan ayuda, como buscar pareja o defender a alguien, a cambio de que en el futuro le ofrezca su ayuda cuando ellos lo pidan. Para llevar las tareas del club, cuenta con la ayuda de Ringo Akai y de siete compañeros más. La ciudad en la que la historia se desarrolla se llama Otogibana, la cual está rodeada por montañas.

## Personajes

### Miembros del Banco Otogi
Ryōko Ōkami (大神 涼子 Ōkami Ryōko?)
 Seiyū: Shizuka Itō
Ryōko es la protagonista de la historia. Es feroz como un lobo y prefiere mantenerse aislada de los demás. Es una chica de pecho plano y hábil para el boxeo. Cuando pelea en sus misiones, utiliza unos guantes especiales llamados «Nudillos Neko Neko», desarrollados por Majolica. Ryōko actúa de forma valiente, fuerte y feroz para ocultar su verdadero ser, el cual es gentil y un poco cobarde para ciertas cosas, su carácter es considerando tsundere. Debido a cierto acontecimiento en su pasado, Okami aprendió a luchar y endureció su carácter abandonando la personalidad delicada y tímida que la caracterizaba hasta ese momento. Aunque al principio le molesta la cobardía y timidez de Ryōshi, pronto llega a aceptarlo como alguien quien puede cubrir su espalda cuando pelea. Su mejor amiga es Ringo, quien la apoya en todo lo que puede. En el desarrollo de la historia, Ryōko comenzará a demostrar sentimientos especiales hacia Ryōshi, aunque no lo acepta abiertamente. Incluso llega a manifestar celos por él si una chica se le acerca. Su personaje está basado en el Lobo Feroz del cuento Caperucita Roja de los Hermanos Grimm.
Ryōshi Morino (森野 亮士 Morino Ryōshi?)
 Seiyū: Miyu Irino
Ryōshi es el protagonista masculino. Aparentemente es un chico cobarde frente a los demás, ya que le intimida que lo miren a los ojos y prefiere mantenerse oculto. Debido a que en su niñez fue criado por su abuelo en las montañas y entrenado como cazador en un lugar tan aislado, Ryoshi no está acostumbrado a la gente ni sus miradas, por lo que sufre ataques de pánico, sin embargo este entrenamiento le da la capacidad de moverse oculto sin ser percibido por la gente. Desde el principio de la serie; Ryōshi se enamora profundamente de Ryōko porque, a pesar de verse fuerte y ser capaz de vencer a cualquiera, «Ryōko puede ser herida fácilmente», refiriéndose así a la delicada personalidad que oculta. Después de una confesión fallida, Morino se une al Banco Otogi para así poder estar junto a Ryōko, donde los demás miembros ven en él, la oportunidad de usar su capacidad de pasar desapercibido en futuras misiones. Aunque parece un personaje débil, cuando se oculta en las sombras, Ryōshi es valiente y capaz de pelear por sí mismo, utilizando una resortera u honda con precisión perfecta, gracias a su experiencia como cazador. Además, si no debe lidiar con las miradas de la gente puede afloras su genuina y fuerte personalidad, e incluso su voz es más profunda e intimidante. Su personaje está basado en el Cazador de Caperucita Roja de los Hermanos Grimm.
Ringo Akai (赤井 林檎 Akai Ringo?)
 Seiyū: Kanae Itō
Ringo es compañera de clase y la mejor amiga de Ryōko. Su cabello es de color rojo manzana y, a pesar de tener alrededor de la misma edad de sus compañeros, su cuerpo parece el de una niña de 10 años. Ella, al igual que Ryōko, tiende a esconder sus sentimientos, pero usando su sonrisa ya que su madre era una mujer oportunista que buscaba la comodidad y el lujo, por lo que acabó seduciendo a un hombre casado para que echara a su esposa e hijos de la casa y la dejara a ella en su lugar; gran parte de las actitudes de Ringo que combinan encanto y manipulación fueron inculcadas por su madre, quien intentó enseñar esta forma de actuar a su hija, sin embargo en cuanto Ringo tuvo edad para comprender lo que su madre hacía decidió desligarse de ella y prefirió vivir en el internado del colegio. Ringo admira a Ryōko por su tenacidad y valor para querer cambiar. Pero fue ella y sus constantes intentos de entablar una amistad con Ryōko lo que hizo, que esta última abriera su corazón. Aunque es una buena persona, tiende a realizar planes perversos y es buena defendiéndose con las palabras. Su personaje está basado en la protagonista de Caperucita Roja de los Hermanos Grimm.
Liszt Kiriki (桐木 リスト Kiriki Liszt?)
 Seiyū: Hirofumi Nojima
Liszt es el presidente del Banco Otogi. Su habilidad como maestro del disfraz le ha llevado incluso ganar los concursos de belleza femenino del colegio. Esta habilidad le sirve para obtener información que, normalmente, un hombre no podría conseguir fácilmente. Casi nunca se le ve trabajando por lo que tiene fama de haragán e irresponsable. Pero a pesar de su forma tranquila de ser, su expresión y carácter cambian completamente si los miembros de su club corren peligro. Su prima es Alice Kiriki y aunque pocas veces lo demuestra abiertamente es la persona que más quiere. Su personaje está basado en la cigarra holgazana de la fábula La cigarra y la hormiga de Esopo.
Alice Kiriki (桐木 アリス Kiriki Alice?)
 Seiyū: Yui Horie
Alice es la prima de Liszt y secretaria del presidente del Banco Otogi. Ella es seria, organizada y trabajadora, contrapartida de su primo. Ambos primos son capaces de hacer un excelente dúo cuando Liszt se pone serio, el resto del tiempo se encarga de mantenerlo a él y sus ocurrencias a raya e intentar que cumpla con las responsabilidades de su cargo. Suele llamar cariñosamente «Rikkun» a Liszt si cree que nadie está cerca para oírla. Su personaje está basado en la hormiga trabajadora de la fábula La cigarra y la hormiga de Esopo.
Otsū Tsurugaya (鶴ヶ谷 おつう Tsurugaya Otsū?)
 Seiyū: Ayako Kawasumi
Otsū es la maid del Banco Otogi. Tiene la obsesión de regresar favores, ya que cuando era niña estuvo a punto de ser arrollada, pero un amigo le salvó la vida, muriendo él en su lugar. Otsū quedó traumatizada ya que no pudo decirle gracias ni regresarle ese favor, por lo que a partir de ese día vive obsesionada con ser la sirviente de todo aquel a quien ella considere que le ha hecho un favor por insignificante que sea su acción. Su personaje está basado en la grulla del cuento Tsuru no Ongaeshi.
Tarō Urashima (浦島 太郎 Urashima Tarō?)
 Seiyū: Shintarō Asanuma
Tarō es un estudiante de intercambio. Es un año mayor que sus compañeros ya que, junto a Otohime, realizó un viaje por un año, a lo que él llama «una jornada de autodescubrimiento». No tiene interés alguno en chicos, ni siquiera lo suficiente para recordar sus nombres, pero cuando se trata del sexo femenino es todo un casanova, amable y amoroso. Pero a pesar de coquetear con toda chica que ve, tiene sentimientos especiales hacia Otohime y ella puede ser considerada como su novia. Una broma recurrente en la serie es ver a Otohime arrastrando contra su voluntad a Taro a algún closet y la narradora de la historia nunca falla en decir que "dejara a la imaginación lo que hacen allí adentro", dando por entendido que tienen algún tipo de comportamiento sexual, siempre después de esta rutina Taro muestra su libido más desahogada e incluso es capaz de notar la presencia de sus compañeros hombres. Su personaje está basado en Tarō Urashima del cuento folclórico japonés Urashima Tarō.
Otohime Ryūgū (竜宮 乙姫 Ryūgū Otohime?)
 Seiyū: Aki Toyosaki
Otohime es una chica con un amor obsesivo hacia Tarō, quien la quiere mucho pero a veces hasta él mismo llega a temer. Fue gracias a Tarō que Otohime cambió de ser una chica obesa apodada Tortuga en su infancia, a una hermosa figura un par de años después. Su personaje está basado en la Princesa Otohime del cuento Urashima Tarō, donde el personaje Tarō ayuda a Otohime en su forma de tortuga, pero también está basado en la tortuga de la fábula La liebre y la tortuga de Esopo por su rivalidad con Usami.
Majolica Le Fay (マジョーリカ・ル・フェイ?)
 Seiyū: Kimiko Koyama
Majolica es la científica-inventora loca del Banco Otogi. Entre sus invenciones están los Nudillos Neko Neko de Ryōko y el tirachinas de Ryōshi. Es una científica loca que crea experimentos raros y en general acaban mal, pero siempre logra crear también cosas útiles para el Banco, parece tener un especial aprecio por Otsū, quien es la única que logra controlarla y por quien ella muestra una especial preocupación. Su personaje es una parodia a Morgana Le Fay de la leyenda artúrica.

### Otros personajes
Momoko Kibitsu (吉備津 桃子 Kibitsu Momoko?)
 Seiyū: Yūko Kaida
Momoko, también conocida como Momo-sempai, es una estudiante y miembro del comité disciplinario del Colegio Otogi. Es una chica bisexual que siempre intenta seducir a Ryōko. También le gusta hacer uso de sus atractivos femeninos para convencer a los chicos a participar en situaciones peligrosas, ganándose el nombre de "pechos celestiales" por parte de ellos. Su personaje está basado en la protagonista del cuento japonés Momotarō.
Lamp Aragami (荒神 洋燈 Aragami Lamp?)
 Seiyū: Atsushi Ono
Lamp es el viejo director de la Academia Otogi y abuelo de Ritsuto. Suele dar al Banco Otogi todo el equipo técnico y de esparcimiento que requieren a cambio de ciertos favores por parte de las chicas del club. Además de ser el director del colegio es la cabeza del consorcio Otogi, que tiene gran poder e influencia en la política, economía y sociedad de la ciudad, por lo que ha creado el banco como una forma de ver y estimular las cualidades de los jóvenes que en el futuro puedan ser adultos valiosos y de provecho para la sociedad. Tiene por costumbre dar tres deseos a quien logre trabajar en el banco por tres años y cumplir sus estudios, esto ayudado por el gran poder e influencia que posee su consorcio. Su personaje está basado en el Genio de la lámpara maravillosa del cuento Aladino de la colección Las mil y una noches.
Yukime Murano (村野 雪女 Murano Yukime?)
 Seiyū: Hitomi Nabatame
Casera de los apartamentos Okashisou donde vive Ryoshi y de quien es tía. Es una escritora de novelas shojo muy popular de quien Ryoko es admiradora en secreto. Su personaje se basa en Yuki-onna, protagonista de las leyendas japonesas homónimas.
Mimi Usami (宇佐見 美々 Usami Mimi?)
 Seiyū: Rie Kugimiya
Compañera de primaria de Taro y Otohime; es muy atractiva y posee un aspecto delicado, por lo que se muestra como una chica adorable y frágil, sin embargo cuando nadie relevante la mira sale a relucir su real personalidad narcisita, despótica y abusiva con quienes considera insignificantes o inferiores. Durante toda la primaria manipuló a sus compañeros para tenerlos de su parte, mientras que intentaba conquistar a Tarō y humillaba a Otohime, tras ingresar a la secundaria Otogi intenta nuevamente manejar a todos como lo hizo en primaria, pero gracias al Banco Otogi aprende una lección. Su personaje representa a liebre de la fábula La liebre y la tortuga de Esopo.
Shirō Hitsujikai (羊飼 士狼 Hitsujikai Shirō?)
 Seiyū: Jun'ichi Suwabe
Es el presidente del consejo estudiantil de la secundaria Onigashima, un colegio lleno de peligrosos delincuentes que el club Otogi ha mantenía a raya desde hace mucho, sin embargo Hitsujikai ahora los ha organizado para destruir al banco y someter a la secundaria Otogi. Siempre se muestra como alguien vestido de blanco, con modales impecables y actitud noble, por lo que muchos creen que se trata de alguien bueno y honesto, escondiendo así su sed de poder y caos tanto como su increíble habilidad en peleas. En primaria fue novio de Ryōko, pero un día trataría de abusar de ella sin quedar en claro si lo logró o no, sin embargo tanto profesores como alumnos prefirieron difamar la denuncia de Ryōko razonando que al ser Hitsujikai el acusado obligatoriamente debía ser mentira. Su personaje (un mentiroso y manipulador) se basa en los protagonistas de las fábulas Pedrito y el lobo y El lobo con piel de oveja.
Himeno Shirayuki (白雪 姫乃 Shirayuki Himeno?)
 Seiyū: Yukari Fukui
Es la hermanastra de Ringo, aunque a diferencia de ella vive en la pobreza criando a sus siete hermanos menores. Es una alumna brillante, trabajadora, dotada en inteligencia y belleza. Años atrás la madre de Ringo se hizo amante de su adinerado padre y le exigió a este que echara a sus hijos y esposa de la casa para que ellas dos vivieran ahí, tras esto la madre de Himeno falleció quedando ella al cuidado de sus hermanos, a pesar de que con Ringo se aprecian como hermanas, esta última no desea encontrarse con ella, ya que le avergüenza lo que su madre les hizo, sin embargo, siempre los ha cuidado desde lejos. Su personaje y el de sus hermanos se basan en el cuento Blancanieves y los siete enanitos de los Hermanos Grimm.
Saburō Nekomiya (猫宮 三郎 Nekomiya Saburō?)
 Seiyū: Yūki Kaji
Un estudiante de tercer año que se caracteriza por un aspecto algo felino, acabar sus frases diciendo "nya" (onomatopeya nipona del maullido) y usar un sombrero de ala ancha junto a unas gruesas y pesadas botas reforzadas con acero para su estilo de pelea basado en poderosas patadas. Aparece ya avanzada la serie y convence a Ryōshi que acepte que lo entrene en técnicas de pelea ya que desea que se haga fuerte para proteger a Ryōko y enfrentarse a Hitsujikai. Su deseo de ayudar se origina en que hace tiempo atrás fue atacado por algunos matones y Ryōko, quien acababa de iniciarse en el boxeo intentó ayudarlo, sin embargo, Nekomiya huyó dejando que la golpearan y desde ese momento, la vergüenza lo consumió, por lo que se entrenó hasta el cansancio para convertirse en un peleador fuerte que pudiera pagar su deuda con la joven. Su personaje se basa en El Gato con Botas de Charles Perrault.
Machiko Himura (火村 真知子 Himura Machiko?)
 Seiyū: Satomi Satō
Compañera de clases de Ryoko, Ryōshi y Ringo, una joven extremadamente pobre que debe trabajar en múltiples labores para reunir dinero, ya que su padre debe una gran cantidad a la mafia y debe pagarles mensualmente. Tras enterarse de la situación familiar acomodada de Ryōshi, decide intentar seducirlo para salir de la vida que llevaba, lo que propició algunas escenas de celos de Ryōko. Finalmente, cuando su padre huye con el dinero que ella ha ahorrado y la entrega en pago a los mafiosos es ayudada por el Banco Otogi, quienes le consiguen trabajo y una habitación en Okashisou. A pesar de ello tiene sentimientos reales hacia Ryōshi y ha encarado a Ryōko para saber si puede o no aspirar a conquistarlo. Su personaje se basa en la protagonista de la historia de La pequeña cerillera de Hans Christian Andersen.
Narrador
 Seiyū: Satomi Arai
Voz en off que presenta las historias y describe a los personajes y sus características durante los episodios, usa un tono de voz femenimo, maduro, amable y suave similar al que comúnmente se atribuye a una mujer mayor leyendo cuentos infantiles; por lo que también suele comenzar los capítulos con las expresión "Había una vez hace muuucho mucho tiempo...". Sin embargo, es común que se muestre sarcástica y ofensiva al referirse a los atributos físicos de Ryōko y Ringo, calificándolos de penosos, pobremente desarrollados y disculpándose con los espectadores por mostrar un fanservice tan patético, lo que siempre despierta el enojo de las protagonistas, al punto de llegar a romper la cuarta pared para mirarla con furia.

## Lanzamiento

### Novela ligera
Ōkami-san se inició como una novela ligera escrita por Masashi Okita e ilustrada por Unaji. Editada por ASCII Media Works, bajo la imprenta de Dengeki Bunko, se inició en agosto de 2006, y actualmente posee doce volúmenes la serie.
| Volumen | Fecha de publicación     | ISBN                   |
| ------- | ------------------------ | ---------------------- |
| 1       | 10 de agosto de 2006     | ISBN 4-8402-3524-4     |
| 2       | 10 de diciembre de 2006  | ISBN 4-8402-3643-7     |
| 3       | 10 de abril de 2007      | ISBN 978-4-8402-3806-9 |
| 4       | 10 de octubre de 2007    | ISBN 978-4-8402-4024-6 |
| 5       | 10 de febrero de 2008    | ISBN 978-4-8402-4160-1 |
| 6       | 10 de julio de 2008      | ISBN 978-4-04-867134-7 |
| 7       | 10 de enero de 2009      | ISBN 978-4-04-867464-5 |
| 8       | 10 de mayo de 2009       | ISBN 978-4-04-867822-3 |
| 9       | 10 de septiembre de 2009 | ISBN 978-4-04-868015-8 |
| 10      | 10 de enero de 2009      | ISBN 978-4-04-868279-4 |
| 11      | 10 de julio de 2010      | ISBN 978-4-04-868645-7 |
| 12      | 10 de enero de 2011      | ISBN 978-4-04-870130-3 |

### Manga
Ōkami-san se adaptó al manga de la mano de Kurumi Suzushiro, con la historia de Masashi Okita. Editada nuevamente por ASCII Media Works, y publicada en la revista Dengeki Daioh, inició su publicación en abril de 2010. Desde el 25 de mayo de 2011, se recopila en dos tankōbon.

### Anime
La adaptación al anime fue llevada a cabo por el estudio J.C.Staff. Dirigida por Yoshiaki Iwasaki, su emisión original fue del 1 de julio al 16 de septiembre de 2010 por la cadena japonesa AT-X. Consta de 12 episodios. Está licenciada en Estados Unidos por FUNimation Entertainment, quien también tiene los derecho de su emisión vía stream.
El opening es "Ready Go!" por May'n mientras que el ending es "Akazukin-chan Goyoujin" (赤頭巾ちゃん御用心 Careful Akazukin-chan) por OToGi8.